# Napo
Napo (hiszp. Río Napo) – rzeka w Ekwadorze i Peru, dopływ Amazonki o długości 885 km. Źródła na wschodnich stokach Andów Północnych. Przepływa przez Park Narodowy Yasuni i uchodzi do Amazonki. Po raz pierwszy zbadana przez Hiszpana Francisco de Orellanę w 1540 roku. Ważny szlak transportowy, jest żeglowna w środkowym i dolnym biegu. W dolinie Napo rozwinęła się hodowla bydła oraz zbiór kauczuku i wyrąb drewna. Głównymi dopływami Napo są: Coca, Tiputini, Yasúni, Aguarico, Curaray i Tambor-Yacu.